# Nina Dworżecka
Nina Dworżecka (ros. Ни́на И́горевна Дворже́цкая; ur. 1 stycznia 1961) – radziecka i rosyjska aktorka teatralna (Rosyjski Akademicki Teatr Młodzieży w Moskwie) i filmowa.

## Nagrody i odznaczenia
Ludowy Artysta Federacji Rosyjskiej (2021).